# Policlinico (métro de Rome)
Policlinico est une station de la ligne B du métro de Rome. Elle tient son nom de sa proximité avec le Policlinico Umberto I qui est le plus grand centre hospital-universitaire de Rome.

## Situation sur le réseau
Établie en souterrain, la station Policlinico est située sur la ligne B du métro de Rome, entre les stations Bologna, en direction de Rebibbia (B), ou Jonio (B1), et Castro Pretorio, en direction de Laurentina.

## À proximité
- Le Policlinico Umberto I
- L'Université Sapienza de Rome